# Buck-O-Nine
Buck-O-Nine je americká ska punková hudební skupina, která vznikla v roce 1991 v San Diegu v Kalifornii. Sedmičlenná kapela vydala k roku 2015 pět studiových alb, několik EP, mnoho kompilačních alb a objevila se i v soundtracku k několika filmům. Největší úspěch zaznamenala v druhé polovině devadesátých let s albem Twenty-Eight Teeth a jeho singlem „My Town“.
Poté, co odezněla třetí vlna ska, přestala kapela v roce 2000 jezdit na velká turné a vystupovala pouze příležitostně v Kalifornii. Od roku 2001 se ale zastavila ve Velké Británii a na Havaji. Nejnovější album s názvem Sustain vyšlo v roce 2007.

## Historie

### Vznik kapely (1991–1993)
Počátky kapely Buck-O-Nine sahají do období konce roku 1991, když baskytarista Scott Kennerly, jeden ze zakládajících členů, napsal inzerát do novin. Na tuto nabídku odpověděli bubeník Steve Bauer a saxofonista Craig Yarnold, který v té době hrál na saxofon v kapele Spy Kids. Na počátku roku 1992 se Buck-O-Nine poprvé představili publiku, když vystoupili ve Spirit Clubu v kalifornském San Diegu, coby předskokani kapely The Mighty Mighty Bosstones. Teprve po několika vystoupeních se zformovala originální sestava; do kapely přišel zpěvák Jon Pebsworth, jenž nahradil původního frontmana, a žesťový orchestr skupiny doplnili Dan Albert na pozoun a Tony Curry s trumpetou.
Když se Pebsworth připojil ke ska skupině Buck-O-Nine, prožil výraznější změnu stylu, neboť před tím zpíval s hardcore punkovou kapelou Labelled Victims. I Albert a Curry měli před příchodem do Buck-O-Nine ve své hudební kariéře leccos za sebou; hráli společně ve vícero reggae skupinách (například T. Irie Dread) a za několik let společné hry vymysleli několik vlastních technik hry na žestě. Tyto své motivy posléze využili při skládání hudby pro Buck-O-Nine.
Název kapely, který v hovorové angličtině znamená „dolar a devět centů“ vybrali členové dle vlastních slov náhodou. Jméno prý vybírali několik týdnů a následně se jim zalíbil obrat „buck-o-nine“, který jeden z členů použil v jakési anekdotě, kterou vyprávěl ostatním členům.
Na konci roku 1992 byla kapela připravena vydat své první demo album Buck Naked, jež obsahovalo osm stop a na jehož obalu se nacházel obrázek nahého soba, který si nesměle kryje intimní partie. Tento obrázek nakreslil bubeník Steve Bauer, jenž v té době studoval na umělecké škole a toto byl jeden z jeho školních projektů. Během nahrávání onoho dema se ke skupině přidal Jonas Kleiner, který nastoupil na post kytaristy. Pro tuto pozici udělala kapela výběrové řízení a Kleiner byl úplně posledním účastníkem castingu. Kleiner zvítězil proto, že na rozdíl od svých konkurentů již měl značné zkušenosti s hraním se ska skupinami. Na zmíněné demo kazetě však Kleiner vystoupil pouze v jedné písni, v ostatních obstaral hru na kytaru Scott Kennerly.
V průběhu počátečních let působení se skupina Buck-O-Nine představovala v koncertní síni SOMA v San Diegu. Vystupovali tam společně s dalšími kapelami jako Sprung Monkey nebo Skankin' Pickle

### Songs in the Key of Bree a Barfly (1994–1996)
V roce 1994 vyšel kapele první singl ve vydavatelství Silver Girl Records s názvem I Don't Seem To Care. Ten samý rok vydali i první studiové album Songs in the Key of Bree ve vydavatelství Immune Records. Krátce po vydání debutu vyrazili Buck-O-Nine na své první turné po Spojených státech společně s detroitskými Gangster Fun a saintlouiskými MU330.Průběh tour však narušil sled nepříjemností, jež nakonec vedly k jejímu předčasnému ukončení.

## Sestava

### Dnešní sestava
- Jon Pebsworth – zpěv
- Dan Albert – trombón
- Tony Curry – trumpeta
- Jeff Hawthorne – bicí
- Jonas Kleiner – kytara
- Andy Platfoot – basová kytara
- Craig Yarnold – saxofon

### Dřívější členové
- Steve Bauer – bicí (1991–1999)
- Scott Kennerly – basová kytara (1991–1999)
- John Bell – basová kytara (1999–2001)

## Diskografie
- Songs in the Key of Bree (1994)
- Barfly (1995)
- Water in My Head (1996)
- Twenty-Eight Teeth (1997)
- Libido (1999)
- On A Mission (2001)
- Sustain (2007)